# الانتخابات الرئاسية اليونانية 2025
أُجريت انتخابات رئاسية غير مباشرة في اليونان في 25 يناير 2025 لاختيار رئيس الجمهورية اليونانية. وأُجريت جولة ثانية في 31 يناير 2025 بعد عدم فوز أي مرشح بالأغلبية في البرلمان اليوناني.

## الأحكام الدستورية
وفقًا للمادة 32 من دستور اليونان، يتم انتخاب الرئيس لمدة خمس سنوات من قبل البرلمان اليوناني في جلسة خاصة قبل شهر على الأقل من انتهاء فترة ولاية الرئيس الحالي. تتطلب الجولتان الأولى والثانية أغلبية ساحقة تبلغ 200 من أصل 300 عضو في الهيئة، وتنخفض إلى 180 في الجولة الثالثة.
اعتبارًا من نوفمبر 2019، بعد تعديل دستوري، تم تغيير المادة 32، الفقرة 4 من الدستور اليوناني التي تنص على انتخاب الرئيس والإصلاح الجديد للفقرة على النحو التالي: إذا لم يتم انتخاب الرئيس بعد 3 اقتراعات، فإن عتبة الاقتراع الرابع ستنخفض إلى 151 صوتًا، وسيتم التنافس على الاقتراع الخامس والأخير بين المرشحين اللذين حصلا على أكبر عدد من الأصوات ويتم تحديدهما بأغلبية نسبية. وهذا يعني إزالة الاقتراع السادس، الذي كان موجودًا قبل ذلك.

## المرشحين

### كريستوس راموس
في الرابع من ديسمبر 2024، اقترح حزب اليسار الجديد أن تتجمع الأحزاب اليسارية المختلفة خلف ترشيح رئيس هيئة خصوصية الاتصالات (ADAE)، كريستوس راموس. ومع ذلك، رفض الحزب الشيوعي اليوناني دعم هذا الاقتراح، مذكراً بمعارضته لوجود المؤسسة الرئاسية. كما رفض هو نفسه الترشيح.

### كاترينا ساكيلاروبولو
وفقًا لأحكام الدستور، فإن الرئيسة المنتهية ولايتها كاترينا ساكيلاروبولو مؤهلة لولاية ثانية مدتها خمس سنوات. ومع ذلك، كانت موضوعًا للكثير من الانتقادات، ولا سيما بسبب تقاعسها المزعوم عن اتخاذ إجراءات بشأن انتهاكات سيادة القانون التي تعرضت الحكومة المحافظة لانتقادات بسببها، ومواقفها التقدمية بشأن قضايا مثل حقوق المثليين والمثليات ومزدوجي الميل الجنسي ومغايري الهوية الجنسية واللاجئين، من قبل الجانبين المتعارضين من الممر السياسي. علاوة على ذلك، خلال فترة ولايتها التي استمرت خمس سنوات، عانى المكتب الرئاسي من خسارة غير مسبوقة في الشعبية.